# Paepalanthus hemiglobosus
Paepalanthus hemiglobosus är en gräsväxtart som beskrevs av Silveira. Paepalanthus hemiglobosus ingår i släktet Paepalanthus och familjen Eriocaulaceae. Inga underarter finns listade i Catalogue of Life.